# Llengua toda
El toda és una llengua dravídica coneguda pel seu gran nombre de fricatives i vibrants. És parlat per la gent del poble toda, aproximadament mil persones que viuen a les Muntanyes Nilgiri de l'Índia del sud. El Toda es desenvolupava del antic tàmil-kannada.

## Sons

### Vocals
En comparació amb les altres llengües dravídiques, els setze vocals que posseeix el toda són un número molt gran. Hi ha vuit vocals diferents, els quals poden ocórrer en forma llarga o curta. Hi ha poca diferència de qualitat entre les formes llargues i curtes, excepte /e/, que es pronuncia [e] quan és curt i quan és llarg es converteix en [æː].
|         | Anterior | Anterior | Central | Central | Posterior | Posterior |
| ------- | -------- | -------- | ------- | ------- | --------- | --------- |
| Tancada | i        | y        | ɨ       |         |           | u         |
| Mitjana | e        |          |         | ɵ       |           | o         |
| Oberta  | æː       |          |         |         | ɑ         |           |

### Consonants
El toda té un número elevat de fricatives i vibrants. Té set punts d'articulació, més que qualsevol altra llengua dravídica. Les laterals sordes són veritables fricatives i no aproximants sordes. El seu so retroflex lateral també és rar entre les llengües del món.
Les fricatives sordes es sonoritzen al·lòfonicament en posició intervocàlica. Hi ha també fricatives sonores que són invariables: /ʒ, ʐ, ɣ/, encara que l'últim és rar. Les nasals i els sons /r̠, ɽ͡r, j/ al·lòfonicament els converteixen en sords, completament o parcialment, quan es troben en posició final o al costat de consonants sordes.
|                    |            | Labial | Dentialveolar | Dentialveolar | Apicalalveolar | Apicalalveolar | Postalveolar apical | Postalveolar apical | Postalveolar laminal | Retroflex | Retroflex | Palatal | Velar |
| Senzill            | sib.       | Labial | Senzill       | pal.          | Senzill        | pal.           | Senzill             | pal.                | Postalveolar laminal |           |           | Palatal | Velar |
| ------------------ | ---------- | ------ | ------------- | ------------- | -------------- | -------------- | ------------------- | ------------------- | -------------------- | --------- | --------- | ------- | ----- |
| Nasal              | Nasal      | m      |               |               |                |                | n̠                   |                     |                      | ɳ         |           |         |       |
| Oclusiva/africades | sorda      | p      | t̪             | t̪s̪            |                |                | t̠                   |                     | tʃ                   | ʈ         |           |         | k     |
| Oclusiva/africades | sonora     | b      | d̪             | d̪z̪            |                |                | d̠                   |                     | dʒ                   | ɖ         |           |         | ɡ     |
| Fricativa          | sorda      | f      | θ             | s̪             |                |                | s̠                   |                     | ʃ                    | ʂ         |           |         | x     |
| Fricativa          | sonora     |        |               |               |                |                |                     |                     | ʒ                    | ʐ         |           |         | (ɣ)   |
| Fricativa          | lateral    |        | ɬ̪             |               |                |                |                     |                     |                      | ɭ̊˔        |           |         |       |
| Aproximant         | Aproximant |        | l̪             |               |                |                |                     |                     |                      | ɭ         |           | j       | w     |
| Vibrant            | Vibrant    |        |               |               | r̘              | r̘ʲ             | r̠                   | r̠ʲ                  |                      | ɽ͡r        | ɽ͡rʲ       |         |       |

Aquestes consonants poden ocórrer totes en posició final i dins la paraula. Tanmateix, només un conjunt restringit pot aparèixer al principi. Es tracta dels sons /p, t̪, k, f, s̪, m, n̠, r̘, l̪, j, w/.
A diferència de les altres consonants dentals, /θ/ és interdental. De manera semblant, /f/ és labiodental mentre que les altres labials són bilabials.
Les consonants apicals poden ser alveolars o postalveolars. És incert quina diferència hi ha realment entre /r̘/ i /r̠/. Tenen el mateix lloc d'articulació, però se suposa que tenen llocs d'articulació secundaris que són distints.
Els retroflexos són subapicals. El so /ɽ͡r/ és el so ròtic que vibra més fortament que els altres.